# Nome (Alaska)
Nome è una città a capo della Census Area di Nome. È situato sulla costa meridionale della penisola di Seward e si affaccia sul Mare di Bering.
Fondata il 9 aprile 1901, in passato era la città più popolosa dell'intera Alaska. Secondo il censimento del 2010, la popolazione della città era di 3 598 abitanti.

## Geografia fisica

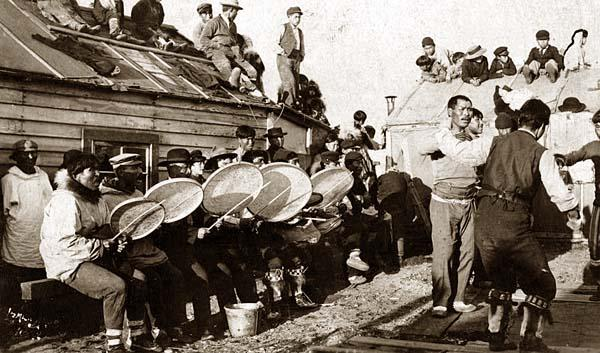
Eskimo danzano vicino a Nome, 1900

Nome si trova al 64° 30′ 14″ Nord; 165° 23′ 58″ Ovest (64,503877, −163,399409) secondo lo United States Census Bureau. La città ha una superficie totale di 56 chilometri quadrati, di cui 32 km² sono composti da terraferma e 23 km² cioè il 41,99% sono acque. Nome ha un clima subartico, con inverni lunghi, molto freddi e estati brevi. Tuttavia, le condizioni invernali e estive sono mitigate dalla posizione costiera della città: gli inverni sono meno severi che all'interno del territorio e viceversa, le estati sono più miti. Il mese più freddo è gennaio, con una media di −14,9 °C. Ci sono 74-75 giorni all'anno con temperature tra i −18 °C o inferiori, per lo più da novembre ad aprile.
Mediamente la temperatura è sotto zero da fine ottobre fino a fine aprile e, tra il 9 giugno e il 30 agosto c'è il periodo estivo in cui le temperature rimangono sopra lo zero. Il mese più caldo è luglio, con una media di 11,2 °C; le temperature raramente raggiungono i 25 °C e non rimangono mai sopra i 16 °C durante la notte. Nevica mediamente 193 cm a stagione solitamente dal 4 ottobre al 16 maggio; non sono mai state ufficialmente registrate nevicate in luglio o agosto. Le precipitazioni sono maggiori nei mesi estivi e la media è di 427 mm all'anno. La temperatura media annuale è di −2,58 °C. Si sono registrate temperature estreme di −48 °C il 27 e il 28 gennaio 1989 mentre il 19 giugno 2013 invece si sono raggiunti i 30 °C. La temperatura dell'acqua del mare di Bering nei pressi di Nome varia tra 1,1 °C in inverno e 9,8 °C in estate.

## Origini del nome

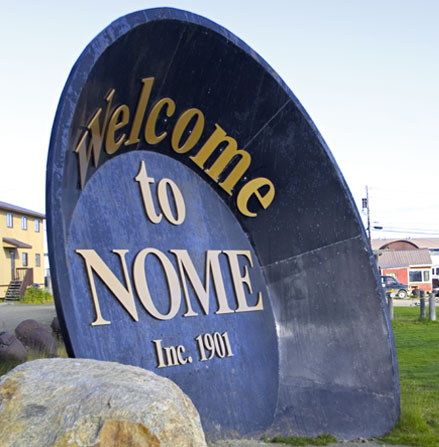
Gold Pan, Anvil City Square

L'etimologia di "Nome" è ancora in fase di discussione. Alcuni affermano sia stato voluto dal fondatore di Nome, Jafet Lindeberg. Egli per raggiungere la sua casa d'infanzia a Kvænangen, in Norvegia, passava per una piccola valle nominata Nomedalen. Una teoria alternativa è che Nome fu nominata così a causa di un errore, ovvero quando un cartografo britannico copiò un'ambigua annotazione fatta da un ufficiale su una carta nautica, mentre era in viaggio sullo stretto di Bering. Il cartografo avrebbe forse frainteso l'annotazione e la utilizzò sulla propria cartina. Ma l'etimologia di Nome potrebbe derivare anche da un malinteso della parola nella locale lingua Inupiaq corrispondente a "dove a" in italiano, che condividerebbe un'identica pronuncia. 
Nel febbraio 1899, alcuni minatori locali e commercianti votarono per modificare il nome alla città, a causa della confusione con l'omonimo fiume Nome, tuttavia le autorità preposte rifiutarono di accettare questa modifica.

## Storia
Nell'inverno del 1925, un'epidemia di difterite colpì la popolazione della città. Le condizioni meteo erano pessime poiché infuriava il blizzard in tutto il territorio. Questo impediva la consegna per via aerea da Anchorage di un siero per il salvataggio della popolazione colpita dalla malattia, in particolare i bambini. A consegnare il siero fu organizzata una staffetta di squadre di cani da slitta e proprio per questo aneddoto la città è conosciuta nel mondo. Venne data grande popolarità all'ultima squadra della staffetta guidata da Balto, quest'ultimo poi ripreso in un film d'animazione del 1995, da allora è diventato l’eroe dell’Alaska e gli è stata dedicata una statua tutta sua a Central Park New York (anche se la squadra del cane da slitta Togo percorse più chilometri di tutte le altre squadre). 
Nel XXI secolo l'economia di Nome rimane basata sull'estrazione dell'oro, che ora viene effettuata principalmente offshore. La città afferma di possedere la padella per il setaccio dell'oro più grande del mondo, anche se questa affermazione è stata contestata dalla città canadese di Quesnel, nella Columbia Britannica.

## Nei media
La città di Nome presenta un vivace panorama mediatico e culturale. Le sue onde radio sono occupate dalle stazioni KNOM (780 AM, 96.1 FM) e KICY (850 AM, 100.3 FM), oltre a un ripetitore della KUAC di Fairbanks, K217CK, sulla frequenza 91.3 FM. La televisione via cavo e la banda larga sono fornite da GCI, che offre tutti i canali più popolari, compresa la maggior parte delle stazioni televisive di Anchorage. Inoltre, Nome dispone di tre stazioni televisive locali a bassa potenza: K09OW canale 9 e K13UG canale 13, entrambe con programmazione ARCS, e K11TH canale 11, un ripetitore gestito da 3ABN. La città è anche sede di The Nome Nugget, il più antico giornale dell’Alaska.
Oltre al suo ruolo nei media locali, Nome ha una significativa presenza nell’immaginario cinematografico e televisivo. È citata nel cortometraggio Knick Knack della Pixar, in cui il globo di neve del protagonista reca la scritta "Nome Sweet Nome Alaska", un gioco di parole ripreso anche in I Simpson - Il film. La città rappresenta anche la meta finale della corsa con i cani da slitta narrata nel film Alaska - Sfida tra i ghiacci (2001), e compare in diverse opere legate alla celebre staffetta del siero, come Balto (1995), Togo - Una grande amicizia (2019) e Balto e Togo - La leggenda (2020).
Particolarmente controversa è l’ambientazione a Nome del film Il quarto tipo (2009), con Milla Jovovich, che presenta la città come luogo di presunti rapimenti alieni. Il film adotta lo stile del docu-film, sostenendo che gli eventi rappresentati siano basati su fatti reali. Inoltre, Nome è protagonista della serie televisiva americana Bering Sea Gold (nota in Italia come Oro degli abissi), che documenta la ricerca dell’oro nel Mare di Bering durante i mesi estivi.